# Moabiter Apotheke
Die Moabiter Apotheke ist eine Apotheke in Berlin, im Ortsteil Berlin-Moabit. Sie befindet sich in einem denkmalgeschützten zweigeschossigen Gebäude, das als Wohn- und Geschäftshaus Mitte des 19. Jahrhunderts errichtet wurde. Unmittelbarer Bestandteil des Baudenkmals ist die historische Ausstattung der pharmazeutischen Verkaufseinrichtung. Das Apothekengebäude ist eines von nur noch drei erhaltenen Häusern, die aus der vorstädtischen Phase Moabits stammen.

## Lage
Die Apotheke nimmt im Haus Alt-Moabit 18 das gesamte Erdgeschoss ein. Das Gebäude befindet sich an der Kreuzung mit der Wilsnacker Straße, neben der Strafvollzugsanstalt, gegenüber der Calvinstraße.
Die nächsten Apotheken im Umfeld sind die Alte Roland-Apotheke (Turmstraße 15), die Domos Apotheke (Alt-Moabit 86 B), die Spree-Apotheke (Alt-Moabit 89), die Arminius-Apotheke (Turmstraße 38), und die Tucholsky Apotheke (Perleberger Straße 39).

## Geschichte
Das Wohn- und Geschäftshaus entstand im Auftrag des Apothekers Wilhelm Karl Julius Barnewitz nach Plänen und unter Leitung des Zimmermeisters A. Thielbeck. Der Bau stand im Zusammenhang mit der schnellen Ansiedlung von Gewerbe und Industrie in den nördlichen Gemeinden der Stadt Berlin, in der damals als Kolonie Neu-Moabit bezeichneten Siedlung, um die medizinische Versorgung der neuen Einwohner sicherzustellen. Die Eröffnung der pharmazeutischen Einrichtung erfolgte im Jahr 1857. – Offenbar hatten die Gebäude in der Straße eine andere Nummerierung, die Apotheke ist im Adressbuch 1870 unter Alt-Moabit 47 eingetragen.
Im Jahr 1885 ließ der Hauseigentümer einen Seitenflügel anbauen, wohl auch in diesen Jahren wurde die Apothekenausstattung in der heute noch erhaltenen Form erneuert. Ende der 1870er Jahre kam noch ein Anbau rechts vom Hauseingang hinzu und wurde zum neuen Haupteingang. – Der Bauschmuck an der Fassade wurde in den 1960er Jahren abgeschlagen, als etliche Jahre nach dem Zweiten Weltkrieg an vielen Stellen der Stadt schlichtere Fassaden früheren Zierrat ersetzten.
Die Apotheke wurde in allen Jahren weiter betrieben und gilt als älteste Apotheke von Moabit. Das Gebäude wurde im Jahr 1999 sorgfältig instand gesetzt, wobei die Fassade rundherum einen weißen Anstrich erhielt. Offenbar erfolgte aber wiederum eine Umnummerierung der Gebäude in der Straße, denn auf einem Foto aus dem Jahr 1998 wird die Nummer 24 angegeben.
Betreiber des Hauses ist die Gesellschaft für StadtEntwicklung gemeinnützige GmbH (GSE), ein Treuhänder der Stadt Berlin.
Anfang der 1990er Jahre gab es konkrete Planungen, die alten Häuser aus dem 19. Jahrhundert abzureißen, um der JVA mehr Platz zur Verfügung zu stellen. Diese Pläne machte die Bürgerinitiative „Wohnen gegen Justizfestung“ letztendlich zunichte. Dagegen wurde das Haus nun umfassend saniert.
Erst nach 2006 nahm der Senat von Berlin das Gebäude samt Apotheke in die Denkmaldatenbank auf.
Im Obergeschoss des Hauses eröffnete im Juni 2010 ein Fitness-Center.

## Architektur
Thielbeck führte ein zweigeschossiges siebenachsiges Mietwohnhaus aus, in dem im Hochparterre eine Einrichtung zur Herstellung und zum Verkauf von Arzneimitteln eingebaut wurde. Wie zur damaligen Zeit üblich, bestand die Inneneinrichtung aus kleinteiligen Regalwänden und einem hölzernen Verkaufstresen. Das Haus wurde mit einem flachen Drempeldach abgeschlossen und passte sich mit seinem spätklassizistischen Stil dem westlich benachbarten gleichzeitig gebauten Wohnhaus (allerdings dreigeschossig) und den umliegenden Gewerbehöfen an.
In die Apotheke führt eine kurze fünfstufige Treppe mit gemauerten Handläufen direkt von der Straße aus. Über der Einrichtung verweist ein in Versalien ausgeführter Text in roter Farbe auf die Moabiter Apotheke.
Holzgefasste Sprossenfenster nehmen Bezug auf die frühere historische Ansicht des Hauses.

## Apotheke
Zur ursprünglichen Ausstattung gehörten unter anderem etliche Handmörser, eine Tinkturen-Presse und ein Materiallager im Drempelgeschoss. Die Presse und Teile des Materiallagers gelangten später in die Pharmazeutisch-Historische Sammlung des Oberstufenzentrums Gesundheit und können dort auf Anfrage besichtigt werden.
Die Verkaufsstellage aus den 1880er Jahren sowie etliche Gefäße zur Aufbewahrung der Tinkturen und Pulver sind in der Apotheke aufgestellt.

## Betreiber bzw. Besitzer der Apotheke (Auswahl)
- ab 1857: Wilhelm Karl Julius Barnewitz[8][9]
- in den 1870er Jahren: Apotheker Kecht
- in den 1880er Jahren und weiter bis in die 1910er Jahre: Franz Callies[10][11][12]
- in den 1930er bis 1940er Jahren: Calliessche Erben[13]
- in den 1960er Jahren: Ruth Schirmer[14]
- ab ca. 2010–2022: Sabine Müller[15]
- seit Juni 2022: Michael Marquardt[16]